# Lucia brunnea
Lucia brunnea är en fjärilsart som beskrevs av Kirby 1887. Lucia brunnea ingår i släktet Lucia och familjen juvelvingar. Inga underarter finns listade i Catalogue of Life.